# Henri de Sully (abbé de Fécamp)
Henri de Sully (Henricus de Solleio) est le 5e abbé de Fécamp.

## Famille
Henri est le fils de Guillaume de Blois († vers 1150), comte de Blois déshérité puis seigneur de Sully par son mariage avec Agnès de Sully. Il est le frère de Raoul, biographe de Pierre le Vénérable puis abbé de Cluny (1173-1176), d'Élisabeth, abbesse de la Trinité de Caen (1127-1128) et Marguerite, épouse d'Henri, comte d'Eu.
Il est par son père le neveu d'Étienne de Blois, roi d'Angleterre et d'Henri, évêque de Winchester.

## Biographie
Moine de Cluny, il devient profès de Saint-Bénigne de Dijon.
En 1140, Henri de Blois tente de le placer évêque de Salisbury sans succès. Il est alors imposé par son oncle le roi d'Angleterre Étienne et Henri de Blois, abbé de Fécamp, selon Orderic Vital.
L'évêque de Winchester essaie en 1141 de l'imposer archevêque d'York, mais le pape Innocent II refuse le cumul des deux postes. Il est peut-être candidat en 1148 à l'évêché de Lincoln.
Il souscrit et est témoin au cours de son abbatiat à de nombreux actes. Il gère des vastes propriétés de l'abbaye.
En 1154, il aurait subtilisé une partie du trésor de l'abbaye. Il sollicite à partir de 1157 la générosité des fidèles pour la restauration ou la reconstruction de l'abbatiale, probablement pour remplacer la nef du Xe siècle toujours debout. Il voit entre 1155 et 1158 la confirmation des biens de l'abbaye en Angleterre.
Il procède le 3 mars 1162 à la translation des corps des ducs Richard Ier et Richard II ainsi que de saints en présence du roi d'Angleterre Henri II et des évêques Arnoul de Lisieux, Philippe d'Harcourt, Achard de Saint-Victor et Henri de Pise, légat et cardinal-prêtre de Saint-Nérée.

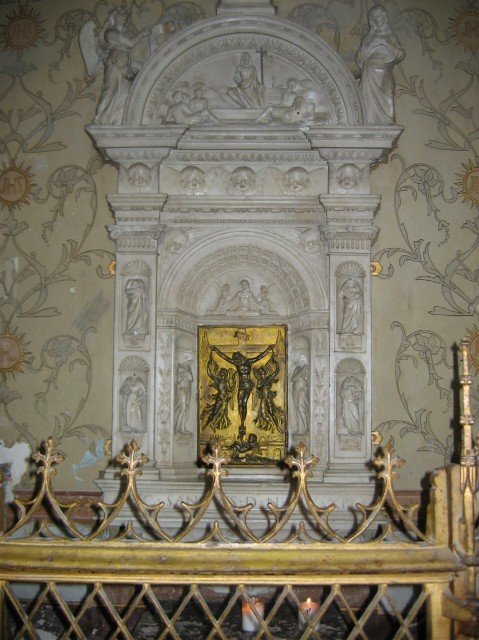
Le tabernacle contenant la relique du Précieux Sang.

La reconstruction commence en 1167 mais un incendie touche l'abbatiale le 29 mai 1168, mais épargne le chevet roman. Il relance les travaux, et c'est à cette occasion qu'est découverte la relique du Précieux Sang le 19 juillet 1171,.
Henri de Sully meurt le 10 janvier 1187. À sa mort, le projet d'une nef à cinq travées devait être en cours d'achèvement.